# He (Kana)
へ, in Hiragana, oder ヘ in Katakana, sind japanische Zeichen des Kana-Systems, die beide jeweils eine Mora repräsentieren. In der modernen japanischen alphabetischen Sortierung stehen sie an 29. Stelle. Die Form beider Kana ist vom Kanji 部 abgeleitet und beide stellen [he] dar.
| Form                                     | Rōmaji     | Hiragana       | Katakana       |
| ---------------------------------------- | ---------- | -------------- | -------------- |
| Normal s- (さ行 sa-gyō)                  | he         | へ             | ヘ             |
| Normal s- (さ行 sa-gyō)                  | hei hee hē | へい へえ へー | ヘイ ヘエ ヘー |
| Zusätzliches Dakuten z- (ざ行 za-gyō)    | be         | べ             | ベ             |
| Zusätzliches Dakuten z- (ざ行 za-gyō)    | bei bee bē | べい べえ べー | ベイ ベエ ベー |
| Zusätzliches Handakuten z- (ざ行 za-gyō) | pe         | ぺ             | ペ             |
| Zusätzliches Handakuten z- (ざ行 za-gyō) | pei pee pē | ぺい ぺえ ぺー | ペイ ペエ ペー |

## Varianten
Die Kana können mit den Dakuten, zu べ in Hiragana, ベ in Katakana, und damit be im Hepburn-System, erweitert werden. Außerdem können sie mit dem Handakuten zu ぺ in Hiragana, ペ in Katakana, und damit pe erweitert werden.

## Strichfolge

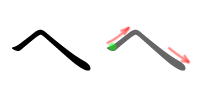
Strichfolge für へ

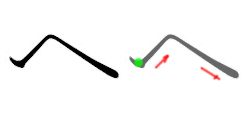
Strichfolge für ヘ

## Weitere Darstellungsformen
- In japanischer Brailleschrift:

- Der Wabun-Code ist ・.
- In der japanischen Buchstabiertafel wird es als „平和のヘ“ (Heiwa no He) buchstabiert.